# Harry Souttar
Harry James Souttar (sinh ngày 22 tháng 10 năm 1998) là một cầu thủ bóng đá chuyên nghiệp người Úc thi đấu ở vị trí trung vệ cho câu lạc bộ Leicester City tại Premier League và Đội tuyển bóng đá quốc gia Úc.

## Thống kê sự nghiệp

### Quốc tế
Tính đến 2 tháng 2 năm 2024
| Đội tuyển quốc gia | Năm       | Trận | Bàn |
| ------------------ | --------- | ---- | --- |
| Úc                 |           |      |     |
| 2019               | 2         | 4    |     |
| 2021               | 8         | 2    |     |
| 2022               | 4         | 0    |     |
| 2023               | 7         | 4    |     |
| 2024               | 6         | 1    |     |
| tổng cộng          | tổng cộng | 27   | 11  |

Tính đến 28 tháng 1 năm 2024
| #  | Ngày                 | Địa điểm                                                      | Số trận | Đối thủ           | Bàn thắng | Kết quả | Giải đấu                      |
| -- | -------------------- | ------------------------------------------------------------- | ------- | ----------------- | --------- | ------- | ----------------------------- |
| 1  | 10 tháng 10 năm 2019 | Sân vận động Canberra, Canberra, Úc                           | 1       | Nepal             | 3–0       | 5–0     | Vòng loại FIFA World Cup 2022 |
| 2  | 10 tháng 10 năm 2019 | Sân vận động Canberra, Canberra, Úc                           | 1       | Nepal             | 4–0       | 5–0     | Vòng loại FIFA World Cup 2022 |
| 3  | 15 tháng 10 năm 2019 | Sân vận động Quốc gia, Cao Hùng, Đài Loan                     | 2       | Đài Bắc Trung Hoa | 5–1       | 7–1     | Vòng loại FIFA World Cup 2022 |
| 4  | 15 tháng 10 năm 2019 | Sân vận động Quốc gia, Cao Hùng, Đài Loan                     | 2       | Đài Bắc Trung Hoa | 7–1       | 7–1     | Vòng loại FIFA World Cup 2022 |
| 5  | 7 tháng 5 năm 2021   | Sân vận động Quốc tế Jaber Al-Ahmad, Thành phố Kuwait, Kuwait | 3       | Đài Bắc Trung Hoa | 1–0       | 5–1     | Vòng loại FIFA World Cup 2022 |
| 6  | 15 tháng 5 năm 2021  | Sân vận động Quốc tế Jaber Al-Ahmad, Thành phố Kuwait, Kuwait | 5       | Jordan            | 1–0       | 1–0     | Vòng loại FIFA World Cup 2022 |
| 7  | 9 tháng 9 năm 2023   | Sân vận động AT&T, Arlington, Hoa Kỳ                          | 17      | México            | 1–0       | 2–2     | Giao hữu                      |
| 8  | 17 tháng 10 năm 2023 | Sân vận động Gtech Community, London, Anh                     | 19      | New Zealand       | 1–0       | 2–0     | Soccer Ashes                  |
| 9  | 16 tháng 11 năm 2023 | AAMI Park, Melbourne, Úc                                      | 20      | Bangladesh        | 1–0       | 7–0     | Vòng loại FIFA World Cup 2026 |
| 10 | 21 tháng 11 năm 2023 | Sân vận động Jaber Al-Ahmad, Kuwait City, Kuwait              | 21      | Palestine         | 1–0       | 1–0     | Vòng loại FIFA World Cup 2026 |
| 11 | 28 tháng 1 năm 2024  | Sân vận động Jassim bin Hamad, Al Rayyan, Qatar               | 26      | Indonesia         | 4–0       | 4–0     | AFC Asian Cup 2023            |